# 程灵素
程靈素，金庸小說《飛狐外傳》之女主角之一，相貌平平但才智過人。為醫學名宿「毒手藥王」無嗔大師之關門弟子，名字由《靈樞》、《素問》兩本醫學經典而來。程靈素繼承了毒手藥王的遺作《无嗔医药录》，醫毒雙修，除了外科手術不如毒手藥王，卻成功培育出其师父也无法种植的七心海棠，堪稱醫毒雙后。

## 简介
她機智聰敏，料事如神。可惜長年和使毒同門對峙，說話習慣常有咄咄逼人之感，其容貌不美，被形容像個尋常農家女，身段瘦小如幼女，髮質枯黃，面有菜色，只有一雙眼睛又大又亮。除了医术、毒术过人，也精通易容术。曾把胡斐易容成一位满脸胡须的大汉，也乔装成老婆婆与胡斐前赴福康安的掌門人大會。
她答應醫治苗人鳳斷腸草的眼傷。程後來鍾情於胡斐，但卻發覺胡斐只一心向著袁紫衣，與程只以兄妹相稱。在福康安的掌門人大會上，用精妙的施毒法門下毒，並將罪名推在自稱“毒手藥王”的石萬嗔和福康安身上。她愿为爱牺牲。後程為救胡斐身上孔雀胆、鹤顶红、碧蚕毒蛊的奇毒，犧牲自己替他啜毒而中毒而死。臨死前仍設計用七心海棠蠟燭剷除師門敗類石萬嗔等人。

## 影視形象

### 劇集
- 文雪兒：香港佳視電視劇《雪山飛狐》（1978年）
- 景黛音：香港無線電視劇《雪山飛狐》（1985年）
- 龔慈恩：台灣台視電視劇《雪山飛狐》（1991年）[2]
- 劉曉彤：香港無線電視劇《雪山飛狐》（1999年），並無此角色，部分經歷由原創角色「么一一」所取代。
- 鍾欣桐：中國慈文影視《雪山飛狐》（2007年）
- 邢菲：中國企鵝影視《飛狐外傳》（2022年）

### 電影
- 上官玉：《雪山飛狐》（1964年），香港粵語長片，峨嵋電影公司
- 黃敏儀：《飛狐外傳》（1980年），邵氏公司
- 戴佩齡：《新飛狐外傳》（1984年），邵氏公司
- 李嘉欣：《飛狐外傳》（1993年），嘉禾電影公司